# Rhinconichthys
Genre
Rhinconichtys est un genre fossile de poissons à nageoires rayonnées actinoptérygiens de la famille des Pachycormidae. Ces espèces vivaient durant le Crétacé supérieur.
Des fossiles ont été découverts et décrits entre 2010 et 2016 au Royaume-Uni, aux États-Unis et au Japon. Ils datent du Crétacé supérieur,,,.

## Datation
Rhinconichthys vivait au Crétacé supérieur (Cénomanien et Turonien) il y a environ 100 à 90 Ma (millions d'années).

## Description
Sa principale caractéristique est sa bouche géante extensible qui lui permettait de se nourrir de plancton en avalant l'eau de mer qu'il filtrait. Cette bouche est soutenue par un os hyomandibulaire très allongé, reliant la mâchoire au crâne.
Sa longueur totale varie selon les espèces :
- 2 à 2,70 mètres pour R. purgatoirensis[1]  ;
- 3,40 à 4,50 mètres pour R. uyenoi[3].

## Spécimens connus
Un premier fossile de Rhinconichtys fut découvert en 2010 en Angleterre. En 2016, Un nouveau crâne a été découvert dans l'état du Colorado aux États-Unis et un autre fossile fut réétudié au Japon par une équipe de l’université DePaul à Chicago . Chacun de ces fossiles fut identifié comme appartenant à une espèce distincte de Rhinconichtys.
Chacune des trois espèces de Rhinconichtys n'est connue que par un seul spécimen.

## Aire géographique
Les trois fossiles connus ayant été découverts dans des zones très éloignées, à savoir l'Angleterre (Royaume-Uni), le Colorado (États-Unis) et le Japon, ceci prouve que les poissons du genre Rhinconichthys occupaient une vaste zone géographique. Ce constat rend d'autant plus surprenante la rareté des fossiles connus.

## Classification
Les Rhinconichthys sont des poissons osseux de la famille des Pachycormidae qui comprend les plus grands poissons connus. Leurs mâchoires possèdent une paire d'os qui, en faisant levier, permettaient aux Rhinconichthys d'ouvrir la bouche en maintenant les mâchoires largement écartées, un peu comme certains requins actuels, ce qui leur était très utile étant donné qu'ils se nourrissaient de plancton.

### Liste des espèces
- † Rhinconichthys purgatoirensis Schumacher et al., 2016[6]
- † Rhinconichthys taylori Friedman et al., 2010 - espèce type
- † 'Rhinconichthys uyenoi Schumacher et al., 2016[6]

## Systématique
Le nom valide complet (avec auteur) de ce taxon est Rhinconichthys Friedman, Shimada, Martin, Everhart, Liston, Maltese & Triebold, 2010.